# Yann Tiersen
Yann Guillaume Tiersen (n. 23 iunie 1970) este un muzician și compozitor francez, cunoscut îndeosebi pentru compunerea coloanei sonore a filmului Amélie, regizat de Jean-Pierre Jeunet. cât și celei a filmului Good Bye, Lenin! în regia lui Wolfgang Becker. Muzica sa este recunoscută pentru folosirea unei mari varietăți de instrumente în compoziții minimaliste, care conțin deseori influențe din muzica clasică europeană și muzica populară franceză, ce recurge la instrumente precum pianul, acordeonul și vioara. A fost comparat cu muzicieni precum Frédéric Chopin, Erik Satie, Phillip Glass și Michael Nyman.

## Biografie
Tiersen s-a născut în Bretania, Franța, în 1970 și a studiat muzica clasică la academiile de muzică din Rennes, Nantes și Boulogne-sur-Mer. Înainte de a publica sub numele său propriu, Tiersen a înregistrat muzică pentru un număr de piese și scurt de metraje, precum The Dreamlife of Angels (1998, Erick Zonca), Alice et Martin (1998, André Téchiné), Qui plume la Lune ?(1999 Christine Carrière).
S-a consacrat în Franța odată cu cel de-al treilea album al său, "Le Phare 2000 ", dar este necunoscut în afara țării de origine până la realizarea coloanei sonore pentru filmul ""Le fabuleux destin d'Amélie Poulain (2001)"", ca conține câteva piese noi pe lângă compoziții mai vechi.

## Discografie

### Albume de studio
- La Valse des Monstres (1995)
- Rue des Cascades (1996)
  - Colaboratori: Claire Pichet.
- Le Phare (1998)
  - Colaborări: Claire Pichet, Dominique A.
- Tout est Calme (1999)
  - Colaboratori: The Married Monk
  - Colaboratori: Vienna Symphony Orchestra, Lisa Germano, Neil Hannon (of The Divine Comedy), Dominique A, Françoiz Breut, Têtes Raides, Sacha Toorop (of Zop Hopop), actrița Natacha Regnier, Christian Quermalet (de la The Married Monk), Marc Sens (colaborator al lui Serge Tessot-Gay), Christine Ott și un cvartet de coarde.
- L'Absence (2001)
  - Colaboratori:  orchestral group Synaxis, Lisa Germano, Sacha Toorop, Dominique A, Neil Hannon, Natacha Régnier, Têtes Raides
- Les Retrouvailles (2005)
  - Colaboratori: Stuart Staples of Tindersticks, Jane Birkin, Cocteau Twins

### Coloane sonore
- L'Absente (2001)
- Le fabuleux destin d'Amélie Poulain (2001) (2003)
  - Colaboratori: Claire Pichet.
- Tabarly (2008)[necesită citare]

### Albume în concert
- Black Session (1999) (1999)
  - Live album
  - Colaboratori: Neil Hannon (de la The Divine Comedy), Bertrand Cantat (de la Noir Désir), Françoiz Breut, The Married Monk, Têtes Raides și un cvartet de coarde.
- C’était ici (2002) (2002)
  - Live compilation album
  - Colaboratori: orchestra Synaxis (35 de membri), dirijată de Guillaume Bourgogne. Claire Pichet, Christine Ott, Christian Quermalet, Marc Sens, Nicholas Stevens, Jean-François Assy, Renaud Lhoest, Oliver Tilkin, Ronan le bars, Têtes Raides, Dominique A, Lisa Germano.
- On Tour (2006)
  - Colaboratori: Cocteau Twins, Diam's, K-tel, DD la Fleur[necesită citare]

### Colaborări
- Bastard (EP) (1999)
  - Colaboratori: Bästard
- Yann Tiersen, Shannon Wright (2004) (2004)
  - Colaboratori: Shannon Wright.

### Contribuții
- One Trip, One Noise (Noir Désir) (1997)
  - Colaborări la A ton étoile: aranjament, coarde, vibrafon, mandolină, chitară electrică și chitara bas.
- Vingt à Trente Mille Jours (de François Breut) (2000)
  - Colaborare la Porsmouth (vibrafon), Vingt à trente mille jours (vibrafon), L'heure bleue (vioară), Le verre pilé (vibrafon); a realzat aranjarea muzical pentru celelalte piese.
  - Colaboratori: Dominique A, Gaëtan Chataigner, Sacha Toorop și Luc Rambaud.
- Gratte-poil (Têtes Raides) (2001)
  - Colaboratori la Cabaret des nues (vioară)
- The Married Monk (2001)
  - Collaboratori: Roma Amor (coarde, vibrafon), Holidays (coarde) și Cyro's request (vibrafon)
- Les oiseaux de passage (Georges Brassens)
  - Colaboratori: re-înregistrăre pentru Le parapluie cu Natascha Régnier
- On aime On aide (EP compus pentru strângerea de fonduri pentru orgiaFIDH) (2003)
- Absent Friends (al celor dela The Divine Comedy) (2004)
  - Colaborare cu Sticks & Stones (acordeon), și Anthem for Bored Youth (acordeon), piesă care apare pe ediția franceză.
- The Endless Rise of the Sun (a celor dela Smooth) (2006)
  - Colaboratori la The Endless Rise of the Sun (chitară, clape)
  - Smooth a cântat în deschiderea acestor concerte ale lui în Spania, Polonia și Germania dinr 2007.
- Raides à la ville (de K-tel) (2006)
  - Colaboratori la La Vielle (vioară)
- K-tel a cântat în deschiderea acestora în Franța și Spania în 2006
- 13m^2 (de David Delabrosse) (2006)
  - Colaborare: realizarea aranjamentelor muzicale
  - Colaborări: François Breut, Marc Sens, Christian Quermalet, Renault Luest
  - David Delabrosse a cântat în turneul C'était ici tour<db> în 2002 și 2006.

### DVD
- La Traversée (2005) (cu Aurélie du Bois, despre înregistrarea și compunerea albumului Les Retrouvailles în Ouessant)[necesită citare]
- On-Tour (2006) (cu Aurélie du Bois)